# 背徳の夜食
『背徳の夜食』（はいとくのやしょく）は、東海テレビと共同テレビ（共テレ）の共同制作によりフジテレビ系列で2019年7月27日に放送された日本の単発テレビドラマ。共同テレビで食をテーマとする作品を多く手掛ける吉見健士の企画・プロデュースによるオリジナル作品。
さまざまな事情や悩みを抱え抑圧状態にある登場人物が我慢の限界を超えた時に、今までは「健康のため」「美容のため」と「食べてはいけない」と自制していたジャンクな夜食を欲望のままに貪り、恍惚の表情を浮かべる様をオムニバス形式で描く。東海テレビではグルメドラマと銘打っているが、共同テレビでは「飯テロドラマ」と明言している。
同年9月29日（9月28日深夜）には第2弾が放送された。

## 放送時間
いずれも東海テレビの連続ドラマ枠『オトナの土ドラ』を借り切る形式（同枠を休止とする同一時間帯）で放送。
| 作                                           | 放送日         | 放送時間           |
| -------------------------------------------- | -------------- | ------------------ |
| 1                                            | 2019年 7月27日 | 土曜23:40 - 翌0:40 |
| （この間、オトナの土ドラ『それぞれの断崖』） |                |                    |
| 2                                            | 9月29日        | 日曜0:00 - 0:55    |

## あらすじ
FODではエピソード単位での配信となっており、サブタイトルが「背徳の○○」（○○には料理名が入る）となっている。

### 第1弾（あらすじ）

#### 汁だく牛丼編（背徳の汁だく牛丼）
肉が大好きな仁美は、恋人である浩史に太ったと指摘されたことをきっかけに菜食主義になり、体重管理を徹底するようになった。浩史と結婚後も理想の体型をキープしており、自身のブログに逐一ヘルシーな献立メニューを書き込んでいる。夫婦仲も順調で毎日一緒に夕食を摂っている、と書き込んでいるが実際は旅行会社に勤めている浩史は新規プロジェクトのために帰りが遅くなる日が続いていて、仁美のことを邪険に扱っている。
そんな折、朝帰りした浩史の財布の中に、雑誌やテレビのワイドショーの不倫のニュースで頻繁に取り上げられている「姫ホテル」のメンバーズカードが入っているのを発見してしまう。「結婚記念日の夕食はご馳走を作って待っているから」と約束するが、浩史は約束した時間になっても帰ってこない。電話も通じないことで、徐々に不安が募っていく。そこへ同僚の百合から電話が入り、「姫ホテルの近くで浩史らしい人物をみかけた」と聞かされる。写真を送ってもらうと確かに浩史らしき人物が女性の肩を抱いてホテルに入るところが写っている。衝動的に家を飛び出した仁美は牛丼屋の前を通りかかるが、葛藤の末そのまま牛丼屋に入店し、ずっと我慢し続けてきた汁だく牛丼の大盛りを生ビールと共に貪る。
一方、浩史はその頃オフィスで部下たちと一緒にプロジェクトの仕事を無事終わらせていた。これで昇進は間違いないと喜ぶが、約束の時間を忘れていたことを思い出し慌てて家に帰る。手には新婚旅行にも連れて行けなかった仁美がいつか行ってみたいと言っていたニュージーランド行きの航空チケットが握り締められている。

#### 背脂ラーメン編（背徳の背脂ラーメン）
会社では仕事をばりばりとこなすクールなビジネスマンとして一目を置かれている祐介だが、家に帰ると妻である沙織の尻に敷かれている。健康診断の結果、E判定で再検査となったことを「夜中に呑んだあとにラーメンを食べているからだ」と沙織に厳しく叱責され、再検査でちゃんとした結果が出るまで節制生活をするように申し渡される。
翌日から朝はスムージー、昼もブロッコリとアボカドだけの弁当を持たされる。ランチミーティングでは、目の前で部下たちがおいしそうな昼食を食べる姿を羨ましく眺め、家に帰れば、沙織と娘の美保が焼肉を食べている横で質素な食事を味気なく済ませる。
そんなある日、上司の高橋に連れられて居酒屋に行くとそこには部下たちの姿がある。実は、部下全員が異動願いを出していて、高橋が部下たちの不満を聞かせようと祐介を連れ出したのだ。祐介は部下たちとはいい関係を築き、最良のパフォーマンスを引き出せていたと自信を持っていただけにショックが大きい。部下たちが帰ったあと一人で自棄酒を呷り、その後タクシーに乗り自宅に向かうものの、ラーメンへの誘惑に抗えない。葛藤の末、途中でラーメン店に引き返し、罪悪感と後悔に苛まれながらも、背脂たっぷりのラーメンを啜るのだった。

## キャスト

### 第1弾（キャスト）

#### 汁だく牛丼編
- 今野仁美 - 橋本マナミ[2]
- 今野浩史 - 深水元基
- 斎藤百合 - 新井郁
- 小野寺店長 - 与座よしあき
- 社員A - 多田昌史
- 社員B - 森谷菜緒子

#### 背脂ラーメン編
- 笹川祐介 - 北村有起哉[2]
- 笹川沙織 - 濱田マリ[2]
- 笹川美保 - 太田梨香子
- タクシー運転手 - 須間一也
- 武田智弘 - 西洋亮
- 石井由香 - 竹内ももこ
- 西本昭 - 野川慧
- 高橋真治 - モロ師岡

### 第2弾（キャスト）

#### チーズタッカルビ編
- 進藤明日香 - 石川恋[5]
- 内田美和 - 遊井亮子[5]
- 西嶋エリナ - 森高愛
- 小谷良介 - 阪田マサノブ
- 記者・翔子、津軽弁方言指導 - 高谷恵倫

#### 激辛ラーメン編
- 高島聖子 - 江上敬子[3]
- 田所優次 - 竹財輝之助[5]
- 田所崇斗 - 生駒星汰
- 佐伯正美 - 朝見心
- 信江 - 信江勇

## スタッフ
- 企画・プロデュース - 吉見健士（共同テレビ）
- 脚本 - 田口佳宏（背脂ラーメン編・チーズタッカルビ編）、アベラヒデノブ（汁だく牛丼編・激辛ラーメン編）
- 演出 - アベラヒデノブ
- 撮影 - 原廣利
- 音楽 - 岩本裕司
- 編集 - 宮下蔵、福地寿樹
- プロデューサー - 横田誠（東海テレビ）、遠山圭介（東海テレビ）
- 制作 - 東海テレビ、共テレ